# Madonna z Dzieciątkiem ze Skrzyszowa
Madonna z Dzieciątkiem ze Skrzyszowa – polichromowana rzeźba późnogotycka anonimowego autora.

## Historia
Figura Matki Bożej z Dzieciątkiem wraz z szafą ołtarzową została wykonana ok. 1505 roku w którejś ze średniowiecznych pracowni na Śląsku, zapewne we Wrocławiu. Znajdowała się na wyposażeniu rozebranego w 1939 roku XVI-wiecznego drewnianego kościoła w Skrzyszowie na Górnym Śląsku. Skrzyszowska parafia istniała już w XIV w. Należała do archiprezbiteratu żorskiego w diecezji wrocławskiej. Figura Madonny wraz z dwiema hermami św. Katarzyny i św. Doroty z zachowaną polichromią są najstarszymi elementami wyposażenia rozebranego kościoła. Zabytki te przed II wojną światową trafiły do tworzonego Muzeum Śląskiego. Prezentowane były na wystawie muzealnej w gmachu Sejmu Śląskiego w Katowicach.
W sierpniu 1939 roku gotyckie artefakty wywieziono do Lublina. Po przejęciu polskich dzieł sztuki przez Niemców trafiły do Górnośląskiego Muzeum Krajowego w Bytomiu (niem. Oberschlesisches Landesmuseum). W obawie przed rabunkiem przez czerwonoarmistów Niemcy ukryli zbiory bytomskie, m.in. w jednej z rezydencji wiejskich pod Wrocławiem. Po zakończeniu wojny figura trafiła do depozytu Muzeum Górnośląskiego w Bytomiu. Dzięki muzealnikowi Józefowi Matuszczakowi gotyckie artefakty nie zostały wpisane do muzealnego inwentarza. W 1980 roku rzeźby z magazynu w Bytomiu przekazano katowickiej kurii diecezjalnej. Od 1983 roku Madonna z Dzieciątkiem ze Skrzyszowa stanowi element kolekcji Muzeum Archidiecezjalnego w Katowicach.
Od 2015, decyzją abp Wiktora Skowrca, Madonna ze Skrzyszowa wraz z innymi zabytkami gotyckimi trafiła w długoterminowy depozyt do Muzeum Śląskiego i prezentowana jest w „Galerii śląskiej sztuki sakralnej”.

## Opis
Figura wysokości 112 cm wykonana jest w drewnie i polichromowana. Wstawiona jest w oryginalną szafę ołtarzową z przymocowanymi kolumienkami po obu stronach, na których opierają się późnogotyckie ażurowe sploty wykonane w drewnie. Na zaplecku szafy znajduje się złocony promienisty ornament, zapewne nawiązanie do słów z „Apokalipsy” o niewieście obleczonej w słońce. Rzeźba przedstawia Matkę Boską z Dzieciątkiem Jezus.